# Gabriel Marián
Gabriel Edgardo Marián (Buenos Aires, 3 de abril de 1974) es un cantante argentino de hard rock. Es conocido por su participación en Rata Blanca. Actualmente continúa su carrera solista girando por Sudamérica, Centroamérica, y Norteamérica.  

## Historia

### Inicios, Montanna y Escocia
Su tendencia musical se mostró desde pequeño, ya que su sueño era tocar aquella guitarra que su hermana no quería prestarle. Cuando Marian tenía 11 años un exnovio de dicha hermana le regaló a Gabriel una guitarra que tenía abandonada en su casa transformándose así en su primera guitarra, quien también le enseñó tres acordes básicos que utilizó para componer su primera canción titulada "Ya no estas". A la edad de los 13 años tuvo su primera banda, "Fan´s 70" con la que hacían principalmente covers de Led Zeppelin. A los 16 años tuvo un fugaz paso por un grupo llamado Apocalipsis, que luego pasaría a ser Tren Loco. Por aquellos días el cantante se vestía con tachas, campera de cuero con un parche de Eddie (mascota de Iron Maiden) en la espalda y su máximo referente era Iron Maiden. La primera banda de la que se hizo fan fue Duran Duran, al poco tiempo conoció a Bon Jovi en una playa de Mar del Plata, un amigo puso un tema que Gabriel escuchó desde el bufet donde estaba y preguntó quiénes eran los que sonaban en su equipo de música y el chico le responde que era Bon Jovi del disco New Jersey y el tema era I'll Be There for You . Inmediatamente que volvió de sus vacaciones se compró su primer casete que fue Bon Jovi. Al gustarle tanto de a poco se compró toda la colección de la banda. En 1991 ingresa a Montanna, una banda con influencias de Bon Jovi, Skid Row, Metallica y Mötley Crüe y ahí se mantuvo hasta 1993, cuando apareció la oportunidad de ingresar a una banda medianamente conocida por sus apariciones televisivas y por haber grabado un disco, dicha banda era Escocia. Este grupo de Soft Metal, por donde también tuvo un fugaz paso CAE, comenzó a tocar en pubs y pequeñas discotecas alrededor de 1988. Hacia 1991, Argentina vivió lo que fue el esplendor del género logrando grabar un disco titulado "Una noche con Vos", Gabriel Marian no participó de la grabación de este disco. El disco no fue bien recibido por la prensa especializada, la presentación oficial del disco se llevó a cabo en el marco del festival Halley en Obras, donde compartieron cartel con Riff, Lethal y Alakrán. Ese mismo año el corte de difusión del disco formó parte de dos compilados: Latinos y Metálicos y el de Hacelo X Mi. Al siguiente año fueron teloneros en la segunda fecha de L.A. Guns en Halley, pronto el género perdió popularidad y la banda se vio condenada a presentarse en pequeños boliches. En medio de esta situación a principio de 1993 se incorpora Gabriel Marian, luego de grabar un demo y realizar tres presentaciones Escocia se disuelve definitivamente.

### Rata Blanca (1996 - 1997)
Luego del alejamiento de Mario Ian, Rata Blanca se encontraba en la búsqueda de un cantante. De esta manera la gente de la sala de ensayo les recomendó a Gabriel Marian. Los músicos habían recibido unas 100 cintas y audicionaron aproximadamente 20 vocalistas, pero ninguno los convencía, con dicha recomendación llamaron a Gabriel, quien ya estaba en tratativas con EMI para grabar un disco solista. En ese momento lo llamó un chico que ensayaba en el mismo lugar que Rata Blanca y le dice que Rata estaba buscando cantante, le pregunta si no quiere ir a probarse y Gabriel rechaza la oferta porque estaba pronto a firmar con EMI. El muchacho le insistió, pero nada, luego lo llamó el primo de este chico que era un amigo de la banda Montanna para seguir insistiendo y le contestó que no. En la semana lo llamó Walter Giardino para ver si no podía ir a probarse y la respuesta de Gabriel fue la misma. Giardino lo llamó un par de veces más, Gabriel le dijo que estaba a punto de cerrar todo con EMI, pero que quería darse el gusto de cantar aunque sea una canción con ellos en un ensayo a lo que Walter le dijo que aceptaba, así fue como Marian conoce a la banda, le hicieron cantar La leyenda del hada y el mago y quedaron sorprendidos por lo que generó al hacerlo. Pero en el momento de hablar, cuando Gabriel dice que no se estaba probando para Rata, sino que solo a cantar una canción y a conocerlos. Todos menos Giardino se sorprendieron, desde ese momento Gustavo Rowek y Sergio Berdichevsky le insistieron por casi 3 horas para convencerlo de que en Rata tenía futuro, Marián se fue diciendo que no, por la propuesta de EMI como solista. Rowek lo siguió hasta la puerta de la sala diciéndole que lo pensara. Por aquel momento Gabriel lo tenía a Juanchi Baleiron como productor artístico. Un día Marián fue a casa de Baleiron y este le comento que lo llamaron 3 veces su casa los guitarristas de Rata Blanca, 2 veces Berdichevsky y una Giardino pidiéndole ya que representaba a Gabriel que lo convenza de entrar a la banda, Gabriel le pregunto: "Y?... que me aconsejas que haga?" Juanchi le respondió: "Yo que vos voy con Rata, porque EMI está tardando mucho y te vas a quedar sin el pan y sin la torta", entonces lo llamó a Walter y le dijo que estaba con ellos, a lo que Walter le contestó "Gracias por llamar"; se encontraron en la sala de ensayos, así fue como Gabriel Marian se unió a Rata Blanca. Debutó con Rata como soporte de AC/DC en el estadio de River Plate. En ese show la banda no pudo hacer su prueba de sonido, teniendo varios problemas de sonidos, sobre el escenario Gabriel no se escuchaba a sí mismo y a partir del cuarto tema quedó disfónico de tanto gritar. Walter Giardino confió en su voz para apuntalar al público nacional que hasta ese momento les era esquivo, dejaron atrás el sonido pesado de Entre el cielo y el infierno y volvieron a las raíces de la banda con un disco distinto y novedoso. VII tenía todo lo necesario para ser el disco que marcara el regreso de la banda a los rankings, hicieron la presentación en el teatro Astros los días 9 y 16 de agosto de 1997. El 10 de octubre se presentan en el marco del festival ¡Ni un paso atrás!, por los 20 años de lucha de las Madres de Plaza de Mayo junto a La Renga, Malón, Las Pelotas, Caballeros de la Quema y León Gieco. Esa noche la banda toco su más grandes éxitos y "Solo para Amarte" se registró en el disco homónimo al festival que resume las dos jornadas de las mejores bandas nacionales y la presentación de Bono. El 27 de diciembre de 1997, Rata Blanca se presentó en el teatro Astral, en lo que sería el último show antes de la separación. Poco tiempo después Giardino decidió dar por terminada la historia de Rata Blanca, sin embargo años más tarde Adrián Barilari sería el encargado de poner la voz nuevamente en la banda.

### Jersey y Tributo a Bon Jovi
En 1996 paralelamente a su ingreso a Rata Blanca, Gabriel Marian armo Jersey, esta banda interpretó exclusivamente covers de varios artistas siendo Bon Jovi la más homenajeada. Por esta banda pasaron muchos artistas, entre otros Walter Curri en guitarra y El Griego en batería, ambos ex Alakrán. La alineación del dúo Jersey se completó con el tecladista "Tito" Trujillo y la ayuda de pistas de audio pregrabadas. Durante los últimos años se presentaron con regularidad en diferentes Pubs de la capital federal interpretando además temas de Whitesnake, Aerosmith, Europe, Gabriel Marian , Rata Blanca y Bon Jovi. En el 2001 participó como todos los cantantes de Rata del tributo La leyenda continúa", donde Gabriel interpretó una versión de "Solo para amarte".

### Mala Medicina y Trivio  (2002 - 2006)
En enero de 2002 Guillermo Sánchez lo llama a Marian con la intención de formar una banda. Gabriel acepta la propuesta y ahí es donde nace Mala Medicina, la cual ambos lideran grabando su primer disco que lleva el mismo nombre de la banda. Firman contrato con el sello Icarus Music y graban el disco en el estudio La Nave de Oseberg. Luego de grabar el disco, Pablo Naydon y Fernando Cosenza se dan cuenta de que no pueden con sus tiempos y dejan Mala Medicina para seguir con su otra banda, Devenir. Javier Retamozo llama a su amigo Lucio Antolini para ocupar el puesto de guitarrista y también a Roberto en batería. A principios del 2005 Gabriel Marian se desvincula de Mala Medicina por diferencias con Guillermo Sánchez e inmediatamente forma una banda llamada TRIVIO, junto a sus amigos Luis Martin Román y Pablo Brugnone. Luego de grabar un demo con Trivio, se pasó a llamar Bi Rey ya que el nombre Trivio estaría registrado por otra persona. Al poco tiempo, la banda se termina separando dado que Luis Martín Román se separa de la banda por problemas personales y el bajista al poco tiempo tiene que viajar a Europa.

### D'Artagnan y Otros Proyectos
En unos días lo vienen a buscar a Marian de una banda tributo a Bon Jovi llamada Roulette en honor al tema de Bon Jovi, y tocan dos veces en “Mastro Pueblo” Pub de Belgrano cap fed y en “La Colorada” Caballito cap fed. Mientras tanto, Gabriel Marian comienza con la idea de formar su banda de temas propios y recluta a los mismos músicos de Roulette, con quienes graba en estudio un tema de Gabriel Marian titulado, ”Gritar de amor”. Luego de un alejamiento del guitarrista “Mauricio Bertero,” Gabriel Marian decide alejarse de la formación y rearmar toda una banda nueva con el nombre D’Artagnan y lo llama a su amigo y excompañero de Trivio y Bi Rey, Pablo Brugnone en los teclados y a Mauricio Bertero excompañero de Roulette en la guitarra pero Mauricio rechaza la propuesta dado que ya estaba trabajando en armar su propia banda. Luego por un aviso publicado en busca de músicos, Christian Montes, “baterista” le manda un correo electrónico a Marian para probarse y desde el primer ensayo quedó como baterista fijo de D’Artagnan pero antes de esto, Christian llama a un amigo para tocar la guitarra, “Pablo Curzio” y este llama a Ariel Duré para tocar el Bajo. Ya conformada una banda, D’Artagnan hace su primera presentación en ACATRAZ tocando soporte de Jeff Scott Soto el 24 de octubre de 2007, recital al que es invitado como otro guitarrista Lucio Antolini, excompañero de Gabriel Marian en Mala Medicina. Al poco tiempo Pablo Brugnone, tiene que dejar la banda porque no le dan los tiempos con sus otros proyectos y llaman a un amigo de los chicos Pablo Gómez para reemplazar al tecladista. Luego de unos ensayos D’Artagnan toca en Mastro Pueblo un recital acústico y al poco tiempo es desvinculado de la banda Pablo Curzio por falta de compromiso con la banda. Gabriel Marian le pide a Lucio Antolini que sea el guitarrista oficial de D’Artagnan y Lucio, acepta la propuesta. Con esta formación, D’Artagnan toca el 13 de abril de 2008 en el encuentro de motos organizado en Gral Rodríguez por “La masa” y al poco tiempo de esa presentación, el tecladista Pablo Gómez se da cuenta de que no tiene tiempo para estar en la banda ya que tenía otros trabajos que cuidar y se aleja dejando así el lugar al actual tecladista de D'Artagnan, Pablo García, quien fue llamado por Lucio Antolini ya que lo conoció cuando tocaron juntos en Irreal, otra banda en la que tocaba Lucio. D'Artagnan toco poco más de un año por diferentes Pubs de Capital y luego de ese tiempo, se desarma por problemas personales. A mediados del 2009 se pone en contacto con Marian, el Productor y representante artístico: Miguel Mendoza, quien ya venía queriendo contratar a Marian pero por una cosa u otra, se fue postergando hasta que por fin en el 2010, logra hacer el contrato y Gabriel Marian así termina tocando con músicos locales en Arequipa Perú como soporte del grupo español Mago de Oz más precisamente el 4 de diciembre en el estadio de fútbol Monumental UNSA para más de 40.000 personas.

### Solista
También en el 2010 Gabriel Marian recibe la propuesta de grabar su disco con la compañía "Garra Records Procom Discos", el cual sale a la venta en el mismo año con el nombre de "Gabriel Marian" dado que el contrato fue con Gabriel Marian como Solista, pero se mantiene en formato "Banda" Así, Gabriel Marian reúne a sus amigos Martín Román (quien consiguió el contacto con la compañía discográfica), y con quien estuvo ya en las bandas Jersey y Trivio desde el año 96. Luego llamó a Eve Monroe Ex Bravo, con quien ya había estado en la banda Montanna del 91 al 93. y luego a Carlos Sánchez amigo de la misma época que se conocía con Eve Monroe allá por el 91 al 93. Y la formación concluye así: Gabriel Marian en segunda guitarra y voz principal Martín Román en primer guitarra Eve Monroe en bajo Carlos Sánchez en batería. La banda en la actualidad de 2012 se mantiene tocando los temas del disco y presentando algunos temas que llegarían a ser en un futuro parte del segundo disco más algunos covers de hard rock mayormente de Bon Jovi dado el fanatismo de Gabriel Marian por la banda de New Jersey. Mientras tanto ya a fines del 2012, Gabriel Marian también hace shows más chicos en diversos Pubs de Capital Federal, Gran Buenos Aires e inclusive el interior del país, junto a su amigo y compañero de banda Martín Román. Por otro lado, a fines del 2012, Marian rearmó su banda D'Artagnan con la cual hace un repaso de sus temas propios y covers de hard rock, junto a sus viejos amigos y músicos originales Lucio Antolini en primera guitarra y coros y Ariel Duré en bajo. En batería, Gustavo Benítez y en el Teclado Javier Retamozo excompañero de Marian en Rata Blanca por el año 96 al 97 y en Mala Medicina entre el 2001 y 2003 con quien grabara el primer disco de esa misma banda titulado Mala Medicina.

### 2015
El 7 de febrero de 2015, toca por primera vez en Asunción del Paraguay en el bar Sambora Rock Bar haciendo tributo a Bon Jovi y fue todo un éxito[cita requerida]. Tanto así, que esa misma noche le ponen una segunda fecha para el 21 de noviembre del mismo año.
2015 emprende gracias a McCarthy's Irish Pub una gira por México del 24 de abril al 8 de junio, donde Marian realiza 12 shows por todo México pasando por: Boca del Río, Ciudad del Carmen, Mérida, Cancún, Playa del Carmen, Puebla, Pachuca, Oaxaca, Metepec.
Su gira internacional en el 2015 continuó haciendo dos shows en Perú el 18 de septiembre en Arequipa y 19 en Ilo. Cerró el 2015 dando 4 conciertos en 3 ciudades de Guatemala; 2 en Ciudad Capital de Guatemala, uno en Xela y otro en San Marcos.

### 2023
En la actualidad reside en Quetzaltenango, Guatemala, donde reside también parte de su familia y su hijo más reciente llamado Kalel, se ha dedicado a dar conciertos locales con sus bandas de covers, así como presentaciones en diferentes departamentos de Guatemala, México, El Salvador, Honduras, Belice, Nicaragua y otros países de Latinoamérica, viajando al menos una vez al año a su tierra natal, Argentina.

## Discografía

### Con Rata Blanca
- Rata Blanca VII  (1997)

### Con Mala Medicina
- Mala Medicina  (2004)

### Solista
- Gabriel Marian (2011)

#### Otros
- Tributos de Colección - Lo mejor de Bon Jovi (2014)

### Colaboraciones
- La Leyenda Continua - Tributo a Rata Blanca (2001) - con el tema "Solo para Amarte"
- Trivio - Trivio (2005)
- Oddissea - Última Esperanza (2009)